# 문석주
문석주(1991년 2월 14일 ~ )은 대한민국의 풋살 선수로 현재 드림허브 군산 FS 소속으로 뛰고 있다. 
유튜브 문석주를 운영중이며, 2.13천명의 구독자를 보유 중이다.

## 수상
드림허브 군산 FS
- FK컵 준우승: 2013
- FK컵 3위: 2018
- FK드림리그 3위 : 2021-22

개인
- FK컵 득점왕: 2018